# حروب القهوة

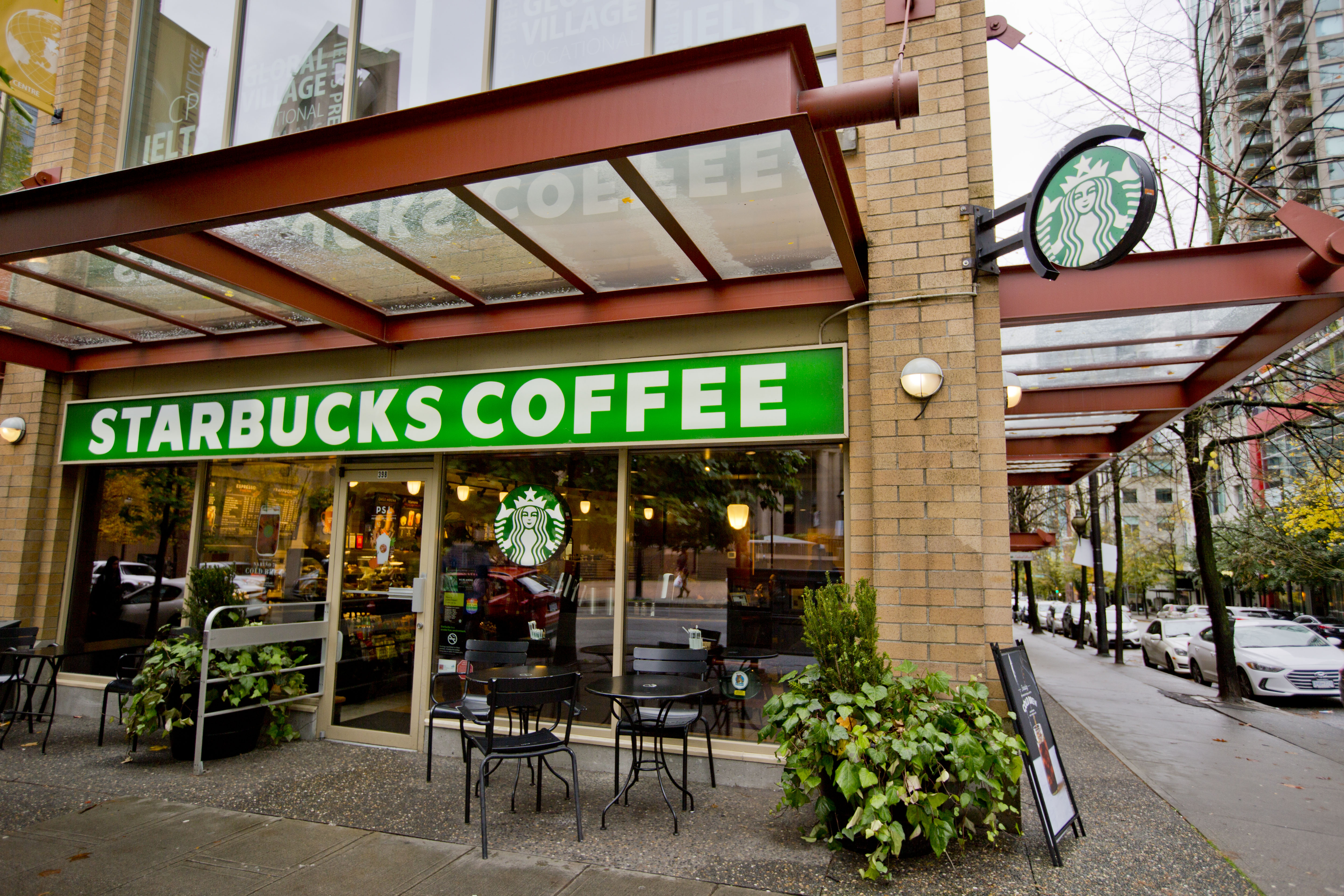
معظم حروب القهوة كانت بخصوص تقاسم الحصص في السوق الاستهلاكية، وكانت ستاربكس طرفا فيها.

حروب القهوة (Coffee wars)، تنطوي على مجموعة متنوعة من أساليب البيع والتسويق من خلال سلاسل المقاهي ومصنعي ماكينات الإسبرسو لزيادة حصة العلامة التجارية في السوق الاستهلاكية. في أمريكا الشمالية، عادة ما يشمل المحاربون في هذه الحروب مقاهي كبيرة، مثل ستاربكس، دانكن، ماكدونالدز، تيم هورتونز, و برغر كنغ. ، خفضت الابتكارات الرئيسية في صناعة القهوة، ولا سيما ظهور حبوب إسبرسو أحادية الخدمة، حاجز السوق أمام الدخول. على الرغم من أن عدد المتاجر كان تقليديًا الطريقة الأساسية لقياس حصتها في السوق، فقد أدرجت الشركات والمحللون الإيرادات، والميزانية العمومية، والنمو العضوي، وأداء سوق الأسهم كمؤشرات قابلة للمقارنة.
وفقًا لـ ذي إيكونوميست، كانت أكبر حرب للقهوة في أواخر العقد الأول من القرن الحادي والعشرين بين ستاربكس وماكدونالدز في الولايات المتحدة. لطالما اعترضت شركتا ستاربكس ودنكن على سوق البن الأمريكي منذ أوائل عام 2010، وهما يشكلان معظم المقاهي التجارية في البلاد. منذ عام 2020، اشتدت المنافسة على سوق البن الصيني بين ستاربكس ولوكين كوفي.